# 谢叠山墓
28°12′24″N 117°24′18″E / 28.20667°N 117.40500°E
谢叠山墓位于中国江西省弋阳县港口镇上坊村羊角亭山上，是宋元之际谢枋得的墓冢，已被列为江西省文物保护单位。
谢枋得（1226年－1289年）字君直，号叠山。信州弋阳县玉亭乡深港谢家村（今属叠山镇）人。宝祐四年（1256年）进士，与文天祥同科。宋末起义兵抗元，失败后隐居福建建宁县、安溪縣。元至元二十六年（1289年）被押送大都（今北京），四月初五绝食而死。其子扶柩还乡，于次年九月，葬于玉亭乡雷打石。